# 北山ダム (長野県)
北山ダム（きたやまダム）は、長野県東筑摩郡麻績村（おみむら）北山地先、信濃川水系宮川に建設されたダム。高さ43メートルの重力式コンクリートダムで、洪水調節・不特定利水・上水道を目的とする、長野県営の多目的ダムである。ダム湖（人造湖）の名はかたくりの湖という。

## 歴史
北山ダムが建設された麻績村は年間の降水量が少なく、古来より水不足によって農産物が被害を受けてきた地域である。長野県は、聖高原を水源とし麻績川に注ぐ宮川にダム建設を計画した。宮川は急しゅんな地形であるため、ひとたび大雨が降れば大水となって流域に水害をもたらしてきたことから、建設されるダムには宮川の治水という目的も盛り込まれた。また、長野自動車道が開通し麻績インターチェンジが開設された以降は住宅地の開発が進み、上水道用水の需要も高まりを見せていた。
長野県は宮川総合開発事業として1988年（昭和63年）に予備調査を実施し、1989年（平成元年）には建設が採択される。地権者との用地補償基準は1994年（平成6年）9月に妥結をみせ、同年10月より工事用道路建設工事に着手。1999年（平成11年）10月に開始した試験湛水は2000年（平成12年）4月に終了し、これをもって完成とされた。

## 周辺
長野自動車道・麻績インターチェンジから国道403号を聖高原方面に進むと、北山ダムの方向を示す案内板がある。これに従って左折し直進すると北山ダム直下に出る。ここはかつて砂防堰堤である大沢ダムが存在していた地点であり、大沢ダムは北山ダム完成によってその身を北山ダム湖に沈めている。このダム湖は名をかたくりの湖といい、麻績村住民公募によって決定されたものである。
ダム右岸にはダム管理事務所があり、駐車場や案内板を用意。堤頂は歩道として開放されている。

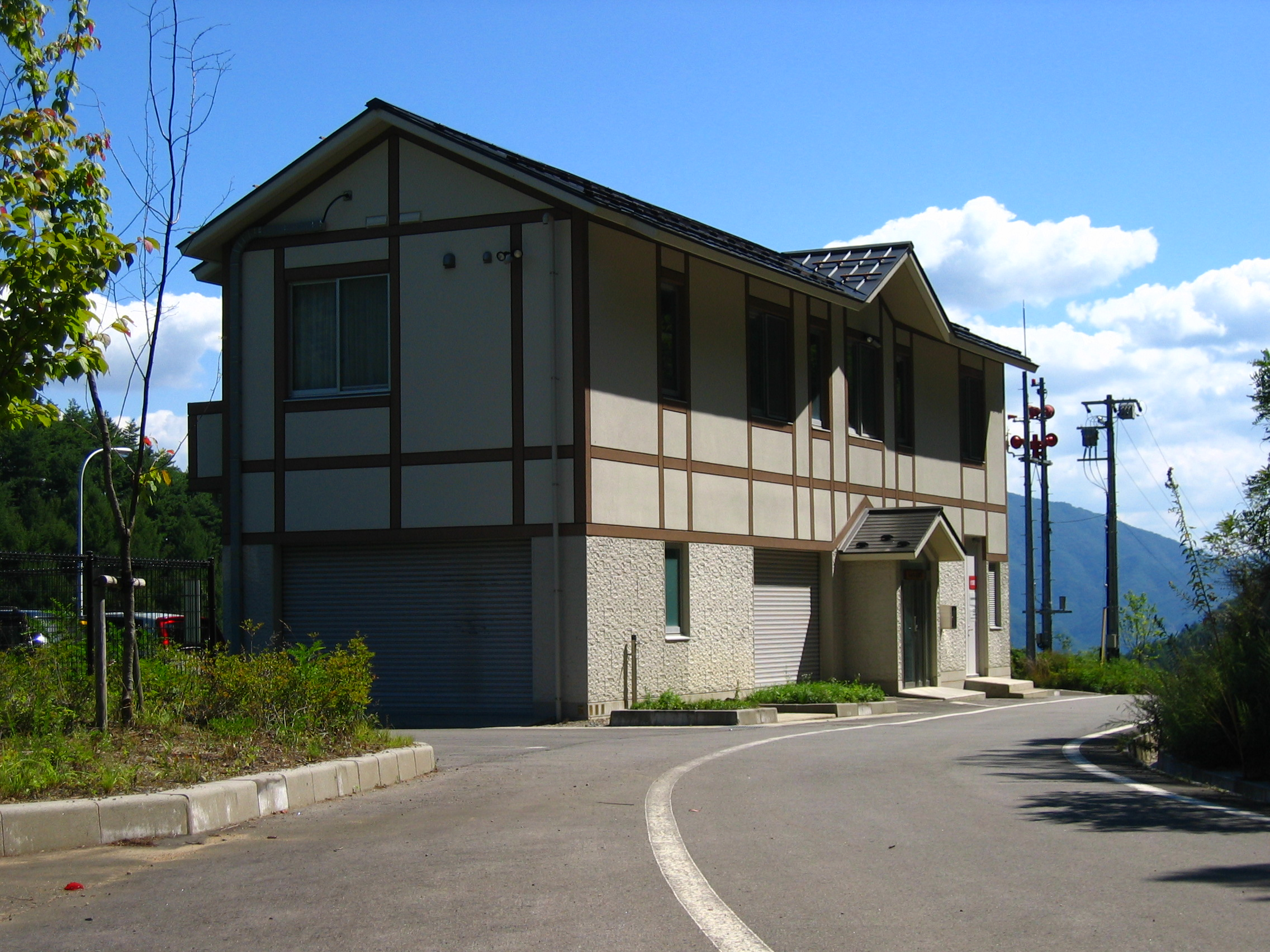
北山ダム管理事務所
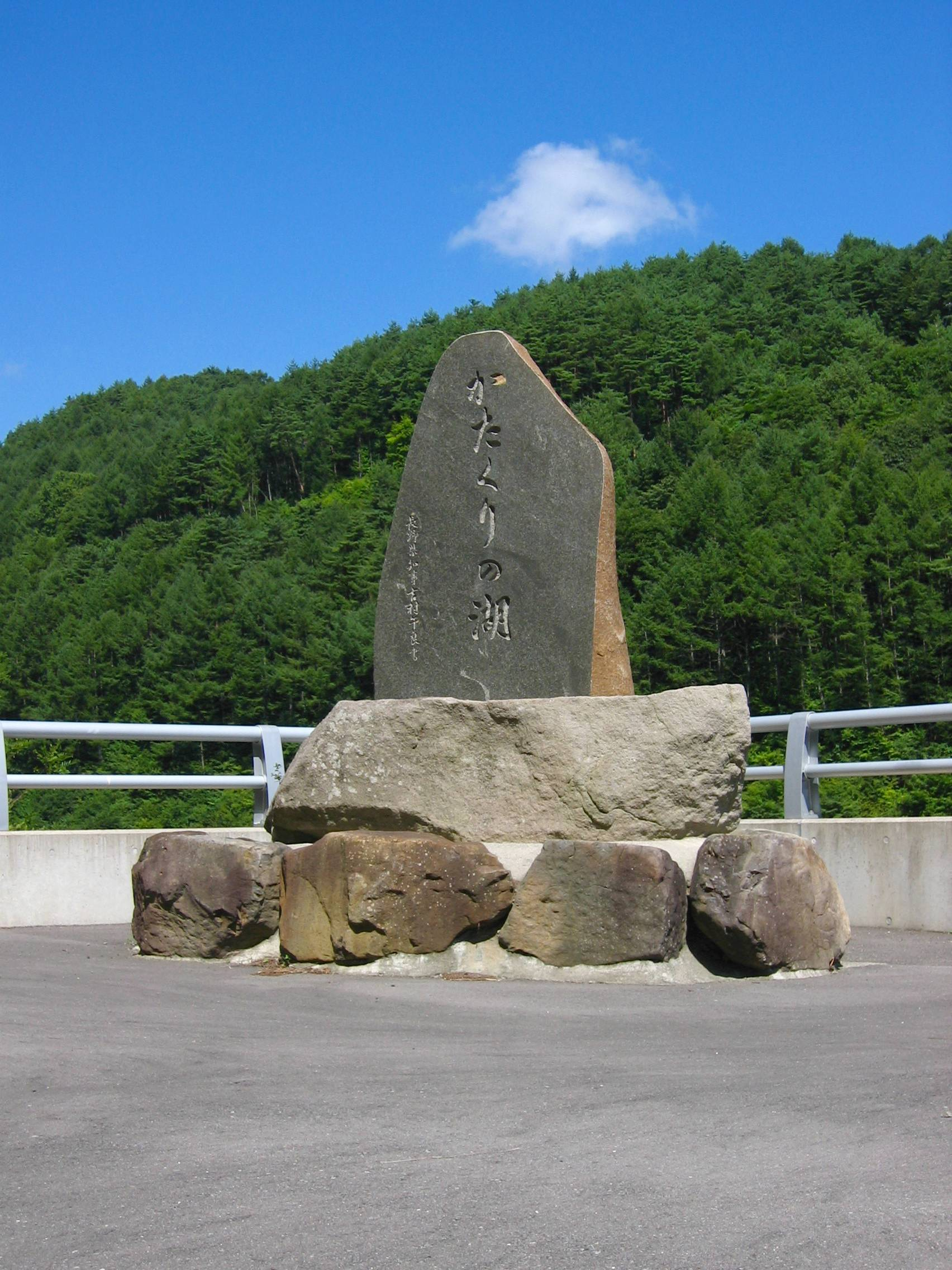
かたくりの湖の碑
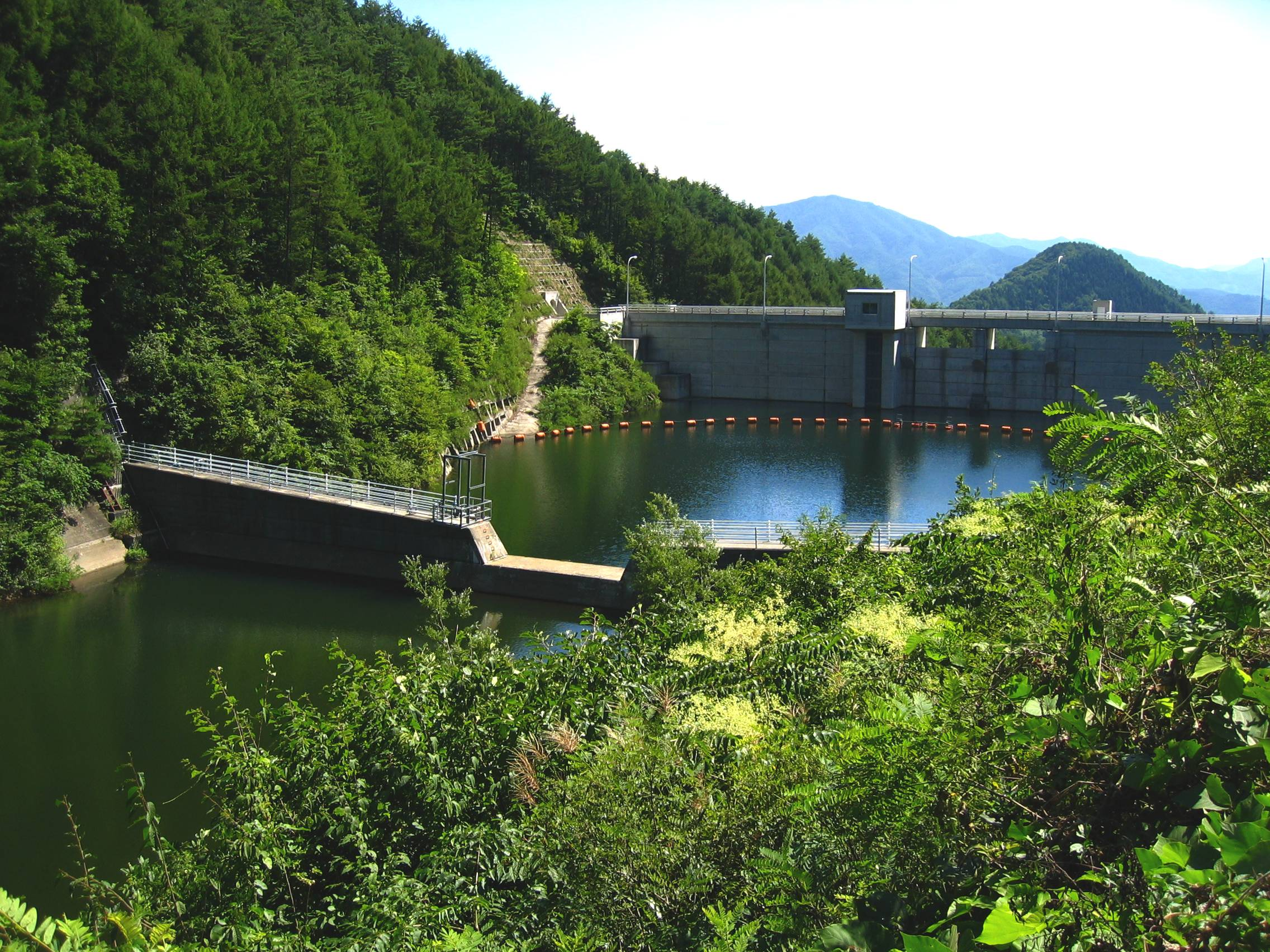
北山ダム湖に沈む大沢砂防ダム

| 大沢ダム                     |                                                                  |                                                                  |
| 大沢ダム（北山ダム右岸より） |                                                                  |                                                                  |
| 所在地                       |                                                                  |                                                                  |
| 長野県東筑摩郡麻績村北山地先 |                                                                  |                                                                  |
| 位置                         | 北緯36度29分1秒 東経138度3分5秒 / 北緯36.48361度 東経138.05139度 | 北緯36度29分1秒 東経138度3分5秒 / 北緯36.48361度 東経138.05139度 |
| 河川                         | 信濃川水系宮川                                                   | 信濃川水系宮川                                                   |
| 形式                         | 重力式コンクリートダム （砂防堰堤）                              | 重力式コンクリートダム （砂防堰堤）                              |
| ダム諸元                     |                                                                  |                                                                  |
| 堤高                         | 18.0 m                                                           | 18.0 m                                                           |
| 堤頂長                       | 74.0 m                                                           | 74.0 m                                                           |
| 堤体積                       | 11,000 m3                                                        | 11,000 m3                                                        |
| 貯砂量                       | 58,000 m3                                                        | 58,000 m3                                                        |
| 利用目的                     | 治水砂防・貯水利用                                               | 治水砂防・貯水利用                                               |
| 着工年/竣工年                | 1969年/1971年                                                    | 1969年/1971年                                                    |
| 備考                         | 事業費: 1億1,800万円 北山ダム湖に没                              | 事業費: 1億1,800万円 北山ダム湖に没                              |